# Parafia St. Helena (Luizjana)
Parafia St. Helena (ang. St. Helena Parish) – parafia cywilna w stanie Luizjana w Stanach Zjednoczonych. Obszar całkowity parafii obejmuje powierzchnię 409,49 mil2 (1 060,57 km²). Według danych z 2010 r. parafia miała 11 203 mieszkańców. Parafia powstała w 1810 roku i nosi imię św. Heleny.

## Sąsiednie parafie
- Hrabstwo Amite (Missisipi) (północ)
- Parafia Tangipahoa (wschód)
- Parafia Livingston (południe)
- Parafia East Baton Rouge (południowy zachód)
- Parafia East Feliciana (zachód)

## Miasta
- Greensburg

## Wioski
- Montpelier